# 大井南出入口
大井南出入口（おおいみなみでいりぐち）は、東京都品川区八潮にある首都高速道路湾岸線の出入口である。東行（千葉方面）の出口、西行（横浜方面）の出口・入口が設置されているインターチェンジである。
西行出口が2012年3月21日午前4時をもって旧出口（大井PA手前）より300m手前側に移設されている。
本項では、首都高速中央環状線にある中環大井南入口と中環大井南出口についてもあわせて説明する。

## 大井南出入口の通行禁止車両
危険物積載車両は当入口から流入すると次の海底トンネルまたは長大トンネルが存在するため、通行ができない。
- 横浜・羽田方面　(B)湾岸線：空港北トンネル、(1)羽田線：羽田トンネル

## 接続する道路
- 国道357号

## 中環大井南入口
中環大井南入口（ちゅうかんおおいみなみいりぐち）は、東京都品川区八潮にある首都高速道路中央環状線の入口である。
当入口から大井JCTを介して(1)羽田線の銀座方面への流入も可能である。
2022年（令和4年）4月1日以降、ETC専用となっている。

### 経緯
大井本線料金所廃止に伴い、交通を円滑化し、安全確保するため、2019年4月15日よりそれまでの湾岸線東行きの大井南入口を中央環状線外回り行き専用に転換の上、中環大井南入口に名称が変更された。これにより同日以降は湾岸線東行きは1つ先の大井入口から利用することとなり、大井JCTの湾岸線と中央環状線の分岐は中環大井南入口手前の旧大井本線料金所付近に移設された。

### 中環大井南入口の通行禁止車両
危険物積載車両は当入口から中央環状線に流入すると次の長大トンネルが存在するため、通行ができない。1号羽田線方面へは通行可能である。
- 渋谷・新宿方面　(C2)中央環状品川線 ：山手トンネル

## 中環大井南出口
中環大井南出口（ちゅうかんおおいみなみでぐち）は、東京都品川区八潮にある首都高速道路中央環状線の出口である。2015年3月7日に開通した中央環状線品川線の内回りから湾岸線西行きに向かう大井JCTのランプウェイ上に設置され、国道357号（4種）への流出が可能となっている。「一般国道357号（3種）の供用開始までの措置」とされている。 
なお、当初は「大井南仮出口」という仮称であったが、公式では「中環大井南出口」と表記されている。

### 接続する道路
- 国道357号

## 周辺
- 東京貨物ターミナル駅（貨物駅）（JR貨物・JR東日本 東海道本線貨物支線 <東海道貨物線>）
- 東京国際コンテナターミナル
- 国際救援センター
- 八潮パークタウン
- 八潮公園
- 大井ふ頭中央海浜公園
- 大井競馬場
- 大井競馬場前駅（東京モノレール羽田空港線）
- ウィラ大井
- シアターH
- 青物横丁

## 隣
首都高速湾岸線
(B16,B17)空港中央出入口 - 東海JCT - 大井PA（西行き） - (B18,B19)大井南出入口 -  大井JCT - 大井PA（東行き） - (B21)大井出入口
首都高速中央環状線
大井JCT - (C18)中環大井南入口/中環大井南出口 - (C20)五反田出入口 - 大橋JCT